# Aulacopilum tumidulum
Aulacopilum tumidulum är en bladmossart som beskrevs av George Henry Kendrick Thwaites och Mitten 1873. Aulacopilum tumidulum ingår i släktet Aulacopilum och familjen Erpodiaceae. Inga underarter finns listade i Catalogue of Life.